# Crawford Palmer
Crawford Palmer (Alexandria, Virginia, 14 de septiembre de 1970) es un exjugador de baloncesto profesional estadounidense que se nacionalizó como francés. Con 2,04 metros de altura ocupaba la posición de pívot y llegó a ser internacional absoluto con la selección de Francia, con la que obtuvo la medalla de plata en los Juegos Olímpicos de Sídney 2000.

## Trayectoria
Palmer fue miembro de los Duke Blue Devils desde 1988 hasta 1991, transfiriéndose luego al Dartmouth Big Green, donde, tras una temporada como redshirt, jugó su año como sénior. 
Tras culminar su campaña universitaria, se mudó a Francia donde se incorporó al Fos Ouest Provence Basket, un equipo de la tercera división. Luego de tres años fue fichado por el JL Bourg-en-Bresse de la segunda división, con el que se consagró campeón del certamen.
En 1997 fue contratado por el ASVEL Villeurbanne de la primera división, donde permanecería los siguientes dos años. 
Crawford jugó en la Liga ACB española entre 1999 y 2001, primero con el Joventut Badalona y luego con el Cáceres CB. En el 2002 regresó a la LNB de Francia como jugador del Strasbourg IG. Allí estuvo cuatro años, siendo parte del equipo que se consagró campeón en la temporada 2004-05. 
Se retiró en 2006, pero volvió a las canchas en 2013 con el Bandol BC, un equipo de la sexta división.

## Selección nacional
Palmer fue convocado para integrar la selección de baloncesto de Francia que participó del torneo de baloncesto de los Juegos Olímpicos de Sídney 2000, donde su equipo obtuvo la medalla de plata.
Posteriormente también jugó la fase final del Eurobasket 2001 y la fase clasificatoria del Eurobasket 2003. 

## Vida privada
Crawford Palmer es hermano del también jugador de baloncesto Walter Palmer.
Se casó con la baloncestista francesa Sandrine Chiotti, con quien tuvo dos hijos: la cantante Manon Palmer y el jugador de baloncesto Noah Palmer.
Palmer trabajó como scouter en Francia para equipos de la NBA. También se desempeñó como director deportivo del Sanary Basket Club, el Élan Sportif Chalonnais y el CSP Limoges.